# Iulius Filip
Iulius Filip (ur. 23 kwietnia 1947 w  Teremia Mare w okręgu Temesz) – rumuński robotnik i działacz opozycyjny.

## Życiorys
Był jednym z założycieli rumuńskiego wolnego związku zawodowego Libertatea. Był autorem listu skierowanego w 1981 do delegatów na I Zjazd NSZZ „Solidarność”, zawierającego gratulacje i pozdrowienia dla polskich związkowców. W nawiązaniu do jego listu został na I Zjeździe opracowany i wystosowany do robotników innych państw socjalistycznych apel wzywający do walki w obronie swoich praw.
Informację o liście polska Służba Bezpieczeństwa przekazała rumuńskiej Securitate. Iulius Filip został w grudniu 1981 aresztowany i w 1982 skazany za działalność antysocjalistyczną na 8 lat więzienia. Wyrok odbywał w bardzo ciężkich warunkach, był wielokrotnie bity i torturowany. Po pięciu latach został zwolniony i zmuszony do podjęcia pracy z dala od miejsca zamieszkania. W 1988 wyemigrował i do 1997 przebywał w USA.
W styczniu 2005 jego postać została przypomniana przez jednego ze współzałożycieli „Solidarności” i prezesa fundacji Centrum Solidarności, Bogdana Lisa. Lech Wałęsa złożył propozycję zaproszenia Filipa na obchody 25-lecia „Solidarności”. Zaproszenie zostało wystosowane i w sierpniu 2005 Filip był gościem oficjalnych uroczystości rocznicowych, w tym konferencji „Od Solidarności do wolności”.

## Odznaczenia
- Krzyż Wiernej Służby III Stopnia – 2019[2][3]
- Krzyż Komandorski Orderu Zasługi RP – Polska, 2014[4]
- Krzyż Kawalerski Orderu Zasługi RP – Polska, 2005[5]